# People’s Choice Awards 2012
38-я церемония награждения премии «People’s Choice Awards» за заслуги в области кинематографа, телевидения и музыки за 2011 год состоялась 11 января 2012 года в Microsoft Theater в Лос-Анджелесе. Номинанты, в 43 категориях, были объявлены 19 октября 2011 года. Ведущей церемонии стала актриса Кейли Куоко.

## Номинанты и исполнители, и трюки для People’s Choice Awards 2011

### Ведущие
- Кейли Куоко

### Исполнители
- Деми Ловато — «Give Your Heart a Break»
- Фэйт Хилл — «Come Home»

### Люди, вручавшие награды
- Дермот Малруни
- Фрэнк Грилло
- Лиам Нисон
- Шэрон Осборн
- Джесси Тайлер Фергюсон
- Дон Чидл
- Кристен Белл
- Лиам Хемсворт
- Дженнифер Лоуренс
- Роб Шнайдер
- Чич Марин
- Ванесса Хадженс
- Джош Хатчерсон
- Элисон Ханниган
- Джейсон Биггс
- Кори Монтейт
- Джулианна Хаф
- Кэт Деннингс
- Бет Берс
- Закари Ливай
- Эшли Грин
- Дженнифер Моррисон
- Джиннифер Гудвин
- Иэн Сомерхолдер
- Пол Уэсли
- Мэтт Бомер
- Элиша Катберт
- Дэвид Бореаназ
- Бизи Филиппс
- Люси Хейл
- Эшли Бенсон
- Шэй Митчелл
- Тройэн Беллисарио
- Юэн Макгрегор
- Ангус Тёрнер Джонс
- Поли Перретт
- Терренс Ховард
- Кьюба Гудинг-младший

## Список основных номинаций
Победители выделены полужирным начертанием.

### Кино и телевидение
| Категории                                  | Лауреаты и номинанты                                       |
| ------------------------------------------ | ---------------------------------------------------------- |
| «Любимый фильм»                            | • «Девичник в Вегасе»                                      |
| «Любимый фильм»                            | • «Гарри Поттер и Дары Смерти: Часть 2»                    |
| «Любимый фильм»                            | • «Прислуга»                                               |
| «Любимый фильм»                            | • «Пираты Карибского моря: На странных берегах»            |
| «Любимый фильм»                            | • «Трансформеры 3: Тёмная сторона Луны»                    |
| «Любимый киноактёр»                        | • Дэниел Рэдклифф                                          |
| «Любимый киноактёр»                        | • Хью Джекман                                              |
| «Любимый киноактёр»                        | • Джонни Депп                                              |
| «Любимый киноактёр»                        | • Роберт Паттинсон                                         |
| «Любимый киноактёр»                        | • Райан Рейнольдс                                          |
| «Любимая киноактриса»                      | • Энн Хэтэуэй                                              |
| «Любимая киноактриса»                      | • Эмма Стоун                                               |
| «Любимая киноактриса»                      | • Дженнифер Энистон                                        |
| «Любимая киноактриса»                      | • Джулия Робертс                                           |
| «Любимая киноактриса»                      | • Риз Уизерспун                                            |
| «Любимая икона кинематографа»              | • Джордж Клуни                                             |
| «Любимая икона кинематографа»              | • Харрисон Форд                                            |
| «Любимая икона кинематографа»              | • Морган Фримен                                            |
| «Любимая икона кинематографа»              | • Роберт Де Ниро                                           |
| «Любимая икона кинематографа»              | • Том Хэнкс                                                |
| «Любимый боевик»                           | • «Форсаж 5»                                               |
| «Любимый боевик»                           | • «Гарри Поттер и Дары Смерти: Часть 2»                    |
| «Любимый боевик»                           | • «Тор»                                                    |
| «Любимый боевик»                           | • «Трансформеры 3: Тёмная сторона Луны»                    |
| «Любимый боевик»                           | • «Люди Икс: Первый Класс»                                 |
| «Любимый актёр боевиков»                   | • Хью Джекман                                              |
| «Любимый актёр боевиков»                   | • Райан Рейнольдс                                          |
| «Любимый актёр боевиков»                   | • Шайа Лабаф                                               |
| «Любимый актёр боевиков»                   | • Тейлор Лотнер                                            |
| «Любимый актёр боевиков»                   | • Вин Дизель                                               |
| «Любимый драматический фильм»              | • «Меняющие реальность»                                    |
| «Любимый драматический фильм»              | • «Прислуга»                                               |
| «Любимый драматический фильм»              | • «Области тьмы»                                           |
| «Любимый драматический фильм»              | • «Человек, который изменил всё»                           |
| «Любимый драматический фильм»              | • «Воды слонам!»                                           |
| «Любимый комедийный фильм»                 | • «Очень плохая училка»                                    |
| «Любимый комедийный фильм»                 | • «Девичник в Вегасе»                                      |
| «Любимый комедийный фильм»                 | • «Эта — дурацкая — любовь»                                |
| «Любимый комедийный фильм»                 | • «Секс по дружбе»                                         |
| «Любимый комедийный фильм»                 | • «Мальчишник 2: Из Вегаса в Бангкок»                      |
| «Любимый комедийный актёр»                 | • Адам Сэндлер                                             |
| «Любимый комедийный актёр»                 | • Эштон Кутчер                                             |
| «Любимый комедийный актёр»                 | • Брэдли Купер                                             |
| «Любимый комедийный актёр»                 | • Райан Рейнольдс                                          |
| «Любимый комедийный актёр»                 | • Стив Карелл                                              |
| «Любимая комедийная актриса»               | • Кэмерон Диас                                             |
| «Любимая комедийная актриса»               | • Эмма Стоун                                               |
| «Любимая комедийная актриса»               | • Дженнифер Энистон                                        |
| «Любимая комедийная актриса»               | • Мила Кунис                                               |
| «Любимая комедийная актриса»               | • Натали Портман                                           |
| «Любимая кинозвезда в возрасте до 25 лет»  | • Хлоя Моретц                                              |
| «Любимая кинозвезда в возрасте до 25 лет»  | • Дэниел Рэдклифф                                          |
| «Любимая кинозвезда в возрасте до 25 лет»  | • Эмма Уотсон                                              |
| «Любимая кинозвезда в возрасте до 25 лет»  | • Руперт Гринт                                             |
| «Любимая кинозвезда в возрасте до 25 лет»  | • Том Фелтон                                               |
| «Любимый актёрский состав»                 | • «Девичник в Вегасе»                                      |
| «Любимый актёрский состав»                 | • «Мальчишник 2: Из Вегаса в Бангкок»                      |
| «Любимый актёрский состав»                 | • «Гарри Поттер и Дары Смерти: Часть 2»                    |
| «Любимый актёрский состав»                 | • «Пираты Карибского моря: На странных берегах»            |
| «Любимый актёрский состав»                 | • «Люди Икс: Первый Класс»                                 |
| «Любимая озвучка анимационного фильма»     | • Энн Хэтэуэй — «Рио», Жемчужинка                          |
| «Любимая озвучка анимационного фильма»     | • Джек Блэк — «Кунг-фу Панда 2», По                        |
| «Любимая озвучка анимационного фильма»     | • Джонни Депп — «Ранго», Ранго                             |
| «Любимая озвучка анимационного фильма»     | • Кэти Перри — «Смурфики», Смурфетта                       |
| «Любимая озвучка анимационного фильма»     | • Оуэн Уилсон — «Тачки 2», Молния МакКуин                  |
| «Любимый супергерой»                       | • Крис Эванс — «Первый мститель», Капитан Америка          |
| «Любимый супергерой»                       | • Крис Хемсворт — «Тор», Тор                               |
| «Любимый супергерой»                       | • Джеймс Макэвой — «Люди Икс: Первый Класс», Профессор Икс |
| «Любимый супергерой»                       | • Дженнифер Лоуренс — «Люди Икс: Первый Класс», Мистик     |
| «Любимый супергерой»                       | • Райан Рейнольдс — «Зелёный Фонарь», Зелёный Фонарь       |
| «Любимая экранизация книги»                | • «Гарри Поттер и Дары Смерти: Часть 2»                    |
| «Любимая экранизация книги»                | • «Прислуга»                                               |
| «Любимая экранизация книги»                | • «Я — четвёртый»                                          |
| «Любимая экранизация книги»                | • «Сёрфер души»                                            |
| «Любимая экранизация книги»                | • «Воды слонам!»                                           |
| «Любимая многосерийная драма»              | • «Хорошая жена»                                           |
| «Любимая многосерийная драма»              | • «Анатомия страсти»                                       |
| «Любимая многосерийная драма»              | • «Доктор Хаус»                                            |
| «Любимая многосерийная драма»              | • «Сверхъестественное»                                     |
| «Любимая многосерийная драма»              | • «Дневники вампира»                                       |
| «Любимый актёр многосерийной драмы»        | • Дэвид Борианаз                                           |
| «Любимый актёр многосерийной драмы»        | • Хью Лори                                                 |
| «Любимый актёр многосерийной драмы»        | • Иэн Сомерхолдер                                          |
| «Любимый актёр многосерийной драмы»        | • Нейтан Филлион                                           |
| «Любимый актёр многосерийной драмы»        | • Патрик Демпси                                            |
| «Любимая актриса многосерийной драмы»      | • Блейк Лайвли                                             |
| «Любимая актриса многосерийной драмы»      | • Эллен Помпео                                             |
| «Любимая актриса многосерийной драмы»      | • Эмили Дешанель                                           |
| «Любимая актриса многосерийной драмы»      | • Ева Лонгория                                             |
| «Любимая актриса многосерийной драмы»      | • Нина Добрев                                              |
| «Любимая кабельная многосерийная драма»    | • «Декстер»                                                |
| «Любимая кабельная многосерийная драма»    | • «Игра престолов»                                         |
| «Любимая кабельная многосерийная драма»    | • «Милые обманщицы»                                        |
| «Любимая кабельная многосерийная драма»    | • «Настоящая кровь»                                        |
| «Любимая кабельная многосерийная драма»    | • «Белый воротничок»                                       |
| «Любимая многосерийная комедия»            | • «Теория Большого взрыва»                                 |
| «Любимая многосерийная комедия»            | • «Хор»                                                    |
| «Любимая многосерийная комедия»            | • «Как я встретил вашу маму»                               |
| «Любимая многосерийная комедия»            | • «Американская семейка»                                   |
| «Любимая многосерийная комедия»            | • «Два с половиной человека»                               |
| «Любимый телевизионный комедийный актёр»   | • Алек Болдуин                                             |
| «Любимый телевизионный комедийный актёр»   | • Крис Колфер                                              |
| «Любимый телевизионный комедийный актёр»   | • Кори Монтейт                                             |
| «Любимый телевизионный комедийный актёр»   | • Джим Парсонс                                             |
| «Любимый телевизионный комедийный актёр»   | • Нил Патрик Харрис                                        |
| «Любимая телевизионная комедийная актриса» | • Кортни Кокс                                              |
| «Любимая телевизионная комедийная актриса» | • Джейн Линч                                               |
| «Любимая телевизионная комедийная актриса» | • Кейли Куоко                                              |
| «Любимая телевизионная комедийная актриса» | • Лиа Мишель                                               |
| «Любимая телевизионная комедийная актриса» | • Тина Фей                                                 |
| «Любимая кабельная многосерийная комедия»  | • «Красотки в Кливленде»                                   |
| «Любимая кабельная многосерийная комедия»  | • «В Филадельфии всегда солнечно»                          |
| «Любимая кабельная многосерийная комедия»  | • «Сестра Джеки»                                           |
| «Любимая кабельная многосерийная комедия»  | • «Необходимая жестокость»                                 |
| «Любимая кабельная многосерийная комедия»  | • «Дурман»                                                 |

### Музыка
| Любимая песня года | Любимый альбом года                                                                                          |
| --- | --- |
| - «E.T.» Кэти Перри при участии Канье Уэста - «The Edge of Glory» Леди Гаги - «Moves Like Jagger» Maroon 5 при участии Кристины Агилеры - «Party Rock Anthem» LMFAO при участии Лорен Беннетт и GoonRock - «Rolling in the Deep» Адели | - 21 Адели - 4 Бейонсе - Born This Way Леди Гаги - Femme Fatale Бритни Спирс - Own the Night Lady Antebellum |
| Любимый видеоклип | Любимый гастролирующий исполнитель                                                                           |
| - «Judas» Леди Гаги - «Last Friday Night (T.G.I.F.)» Кэти Перри - «Party Rock Anthem» LMFAO при участии Лорен Беннетт и GoonRock - «Rolling in the Deep» Адели - «Run the World (Girls)» Бейонсе                                       | - Bon Jovi - Кэти Перри - Тейлор Свифт - U2 - Ашер                                                           |
| Любимый певец | Любимая певица                                                                                               |
| - Блейк Шелтон - Бруно Марс - Эминем - Энрике Иглесиас - Джастин Бибер | - Адель - Бейонсе - Кэти Перри - Леди Гага - Тейлор Свифт                                                    |
| Любимая группа | Любимый поп-исполнитель                                                                                      |
| - Linkin Park - Foo Fighters - Coldplay - Maroon 5 - Red Hot Chili Peppers | - Бейонсе - Деми Ловато - Кэти Перри - Леди Гага - Рианна                                                    |
| Любимый хип-хоп-исполнитель | Любимый R&B-исполнитель                                                                                      |
| - B.o.B - Эминем - Джей-Зи - Ники Минаж - Питбуль | - Бейонсе - Бруно Марс - Крис Браун - Ne-Yo - Рианна                                                         |
| Любимый кантри-исполнитель | |
| - Блейк Шелтон - Кит Урбан - Lady Antebellum - Rascal Flatts - Тейлор Свифт | |